# Chrysophana conicola
Chrysophana conicola är en skalbaggsart som beskrevs av Van Dyke 1937. Chrysophana conicola ingår i släktet Chrysophana och familjen praktbaggar. Inga underarter finns listade i Catalogue of Life.